# Сава Шумановић
Сава Шумановић (Винковци, 22. јануар 1896 — Хрватска Митровица, 30. август 1942) био је српски сликар. Сматра се једним од најзначајнијих сликара српске уметности двадесетога века.
Његов опус обухвата 800 слика и 400 цртежа и скица. Уврштен је у 100 најзнаменитијих Срба.
Саву Шумановића су 30. августа 1942. године убиле усташе. Најпре је одведен у затвор у Хрватској Митровици (данашња Сремска Митровица) где је мучен и два дана касније стрељан заједно с осталим заробљеницима.

## Биографија
У Винковцима му је отац радио као шумарски инжењер, од оца Милутина (1862—1937) и мајке Персиде (1875—1968), рођене Тубић. Када је имао четири године породица се преселила у Шид. Гимназију похађа у Земуну, где почиње да  похађа часове сликања код учитеља Исидора Јанга, који га упознаје са сликарством Сезана и ван Гога. Касније ће се успротивити очевој жељи да постане адвокат и 1914. у Загребу уписати Вишу школу за умјетност и обрт. У том периоду дружио се са Миланом Штајнером и Антуном Бранком Шимићем. Ову школу завршава са најбољим оценама 1918. Тада почиње да јавно излаже своја дела.
У својим раним делима, Сава инсистира на атмосфери и  успешно користи бојене сенке и танке слојеве боје. Поред сликарства, бави се илустрацијом, графиком и сценографијом. Сликарство Саве Шумановића у овом периоду показује утицаје сецесије и симболизма.
Јесени 1920. Шумановић је отишао у Париз и изнајмио атеље на Монпарнасу. Учитељ му је био Андре Лот, истакнути ликовни педагог правца аналитичког кубизма. У Паризу се дружио са Растком Петровићем, Модиљанијем, Макс Жакобом и другим уметницима. Утицаји кубизма су видљиви у овој али и у каснијим фазама сликаревог рада. Може се оправдано рећи да је овај сликарски језик Сава Шумановић донео у Србију и да његова дела остају најрепрезентативнији пример домаћег кубистичког сликарства.
Наредних година живи и слика у Загребу. Јавност и критика не прихватају његова дела, па се из протеста потписује француском транскрипцијом на сликама. Године 1924. пише студије „Сликар о сликарству“ и „Зашто волим Пусеново сликарство“, дела која су полазиште за разумевање његове естетике. Поново борави у Паризу 1925, где прихвата утицаје Матисовог сликарства.
Године 1927. Сава Шумановић је насликао „Доручак на трави“ који је наишао на одличне критике у Француској. Нешто касније је за 7 дана и ноћи интензивног рада насликао слику „Пијана лађа“ коју је изложио на салону независних. Инспирација за слику је била истоимена песма Артура Рембоа која је до њега дошла преко Растка Петровића који му ју је рецитовао. Друга инспирација је била слика Теодор Жерикоа „Сплав Медуза“. Критичари су ово дело дочекали са подељеним критикама, а Сава је исцрпљен радом тешко поднео оне негативне.
Враћа се у Шид 1928, уморан од тешких услова живота, рада и лоших критика. У Шиду слика сремске пејзаже. Његову самосталну изложбу у Београду критичари су веома позитивно оценили. Новац од продаје слика омогућио му је да поново оде у Париз. Ту настају значајне слике: „Луксембуршки парк“, „Црвени ћилим“, „Мост на Сени“. Ова дела карактерише поетски реализам и умерени колористички експресионизам.
Шумановићева дела из познијег периода се одликују светлим бојама, и лирском атмосфером. Свој стил, који сам назива како знам и умем, прилагођава мотиву.
По повратку у Шид, 1930, слика локалне пејзаже и актове. Три године ради на циклусу великих платана „Шиђанке“, а касније на циклусу „Берачице“, посвећеном берби грожђа. На изложби у Београду септембра 1939. изложио је 401 платно.
За време Другог светског рата Шид улази у састав Независне Државе Хрватске и ћирилица је забрањено писмо, па се Сава вероватно из протеста не потписује већ само означава годину настанка слике.
На Велику Госпојину, 28. августа 1942. године, Саву су, заједно са још 150 Срба из Шида, око 6 сати ујутру, ухапсиле усташе и одвеле у Хрватску Митровицу (овај назив Сремска Митровица је носила за време постојања НДХ). Према исказу сведока, када је чуо да усташе долазе под њега, тражио је да се окупа, очешља и лепо обуче, како не би отишао неуредан. Сви они су после мучења стрељани, вероватно 30. августа, после чега су сахрањени у заједничку масовну гробницу.
Њему у част установљена је сликарска награда Сава Шумановић. Поводом 125 година од рођења објављена је 2021. поштанска марка у Србији посвећена Сави Шумановићу.
О Шумановићевом животу снимљен је 2023. године снимљен арт-документарни филм „Светлост и сенке”. Филм је освојио осам награда, укључујући неколико награда за кратки документарни филм у Азији.
Сачувано је више његових писама упућених Растку Петровићу.
Био је повучен и аполитичан човек.

## Дела
Највећи број његових дела се чува у Галерији слика „Сава Шумановић“ у Шиду. У њој се налази више од 400 дела, од којих 350 уља на платну, цртежи, пастели и документација.
- Пијана лађа (акт, Шид 1927)
- Доручак на трави (пејзаж, Шид 1927)[24]
- Мртва природа са флашама (1926), у власништву бањалучке Збирке „Терзић“, а чува се у депоу Музеја савремене умјетности Републике Српске у Бањој Луци.[23]
- Луксембуршки парк (Париз)
- Црвени ћилим (Париз)
- Мост на Сени (Париз)
- Јутро (Париз 1929)
- Шидијанке (циклус пејзажа, Шид)
- Село (1932)
- Крај шумарка, (акт, Шид 1935)[25]
- Берачице (циклус настао пред смрт)

Једна његова слика „Купачица“ од 1927. године се налази у музеју „Ежен Буден“ у Француској и културној јавности у Србији је била непозната 85 година. Седамнаест његових дела насталих у Паризу 1920-1929 изложено је у Спомен-збирци Павла Бељанског 2013. године.

## Приватни живот

### Писма Саве Шумановића Растку Петровићу
У Удружењу за културу, уметност и међународну сарадњу „Адлигат” у Београду од 2018. године налази се фонд од двадесет писама упућених књижевнику и песнику Растку Петровићу, од тога је седамнаест написао Сава Шумановић, а два је Растку упутила Савина мајка, Персида Шумановић. Писма пружају увид у пријатељство два српска великана, али и сликовито описују личност Саве Шумановића, како у тренуцима пуног здравља, тако и у ретким тренуцима душевне слабости. О писмима је историчар уметности Никола Кусовац, који је као члан и саветник Удружења „Адлигат” имао увид у њихов садржај, рекао „Ова писма су кротка, топла и на прави начин представљају једно велико пријатељство, али и правог Саву”, али је и подсетио да треба бити обазрив са њиховим објављивањем, јер се, издвајањем из контекста, може лако добити погрешна слика о великанима.
Писма су се претходно налазила у личној архиви Александра Дерока, који је био близак пријатељ Растка Петровића, а потом су након Дерокове смрти поклоњена породици Леко, да би, неколико деценија касније, била представљена јавности у оквиру легата породице Леко.

## Галерија
- Мост и град, 1921.
- Жена с воћем, 1921.
- Пастирица, 1924.
- На бунару, 1924.
- Акт у ентеријеру, 1926.
- Бела ваза, 1926.
- Пијана лађа, 1927.
- Доручак на трави, 1927.
- Предео, 1927.
- Нага жена са шалом, 1927.
- Јабуке и грожђе, 1927.
- Воћњак, 1928.
- Бар у Паризу, 1929.
- Жена у комбинезону, 1929.
- Гола жена, 1929.
- Мотив из Париза са Сене, 1929.
- Сеоска кућа, 1932.
- Женски акт у фотељи, 1932-1934
- Зима у Срему, 1933.
- Пред пролеће, 1934.
- Стара расветала трешња, 1934.
- Пролеће у шидским баштама, 1934.
- Женски акт погнуте главе, 1934.
- Женски акт у црвеној фотељи, 1934.
- Полулежећи женски акт на дивану, 1934
- Шид под снегом, 1935.
- У сенци, 1935.
- Поглед на Липовачу, 1938.
- Брест, 1939.
- Илочки друм зими, 1942.